# Hemlock (Ohio)
Hemlock es una villa ubicada en el condado de Perry en el estado estadounidense de Ohio. En el Censo de 2010 tenía una población de 155 habitantes y una densidad poblacional de 160,02 personas por km².

## Geografía
Hemlock se encuentra ubicada en las coordenadas 39°35′33″N 82°9′9″O / 39.59250, -82.15250. Según la Oficina del Censo de los Estados Unidos, Hemlock tiene una superficie total de 0.97 km², de la cual 0.96 km² corresponden a tierra firme y (0.53%) 0.01 km² es agua.

## Demografía
Según el censo de 2010, había 155 personas residiendo en Hemlock. La densidad de población era de 160,02 hab./km². De los 155 habitantes, Hemlock estaba compuesto por el 100% blancos, el 0% eran afroamericanos, el 0% eran amerindios, el 0% eran asiáticos, el 0% eran isleños del Pacífico, el 0% eran de otras razas y el 0% pertenecían a dos o más razas. Del total de la población el 0% eran hispanos o latinos de cualquier raza.